# Дая-Хатын

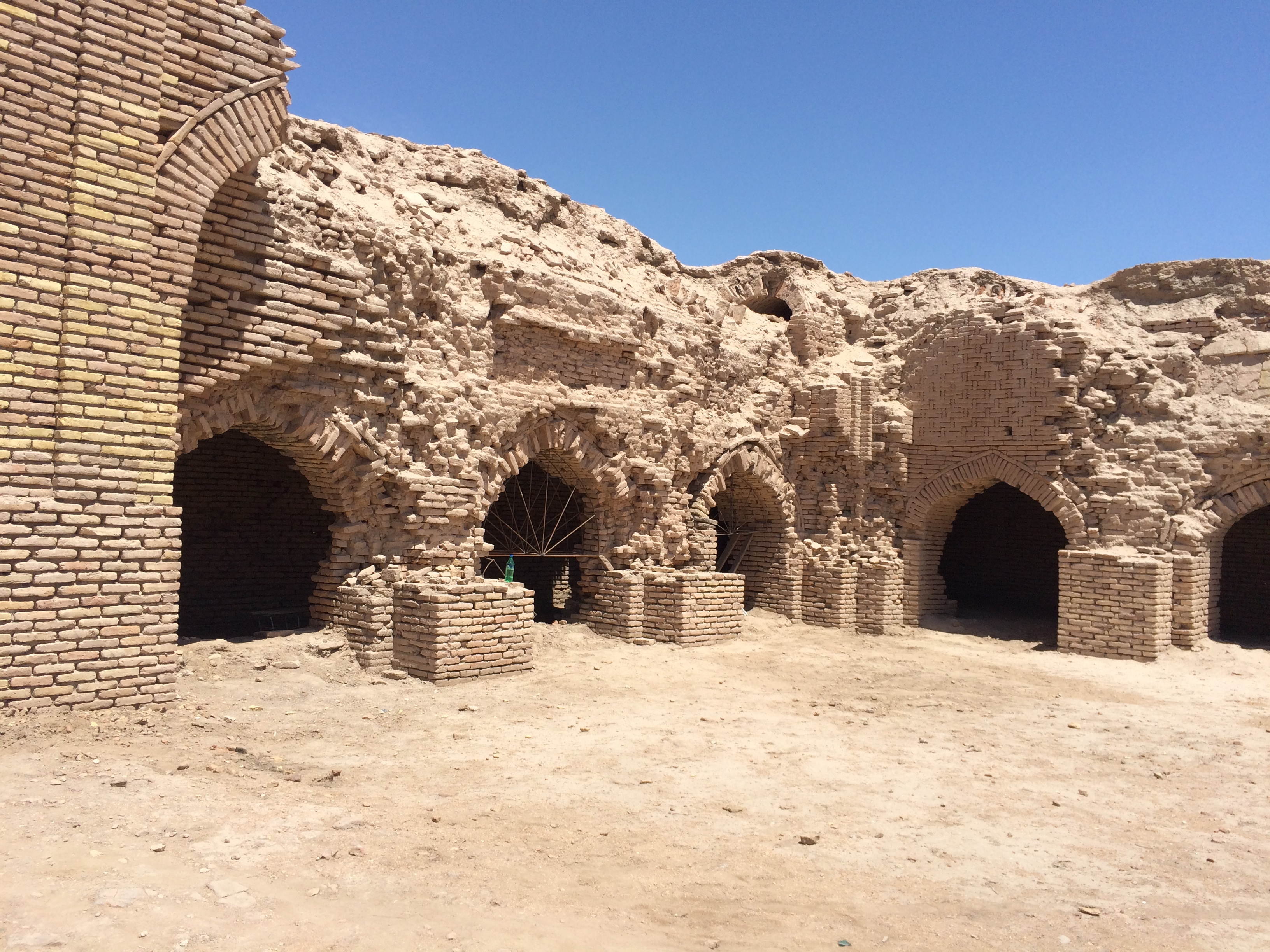

Дая́-Хаты́н (туркм. Daýahatyn) — средневековый караван-сарай Туркменистана, развалины которого находятся в 170 км от административного центра Лебапского велаята города Туркменабад. Памятник архитектуры XI—XII веков.
Располагался на левом берегу реки Амударьи на старой дороге, ведущей из Амуля (ныне Туркменабад) в Хорезм. Крепость представляет собой прямоугольное в плане сооружение со сторонами 112×125 м, по углам которого когда-то стояли башни. Вход расположен с восточной стороны. Внутри сооружения находится квадратное здание караван-сарая размером 53×53 м с большим двором, окружённым террасами. Здание сложено из сырцового кирпича на глиняном растворе и облицовано внутри и снаружи обожжённым кирпичом.

## История
Местное название памятника — Байхатын. По легенде богатый бай по наговору друга заподозрил жену в измене, и ушёл из дома в одежде нищего дервиша. Байхатын (имя этой женщины) долго ждала возвращения мужа и чтобы облегчить странствия мужа в пустыне, она приказала построить большой и красивый караван-сарай. Среди рабочих оказался и её муж, вернувшийся после скитаний по свету в родные края. Байхатын узнала его, но сама осталась неузнанной под чадрой. После завершения строительства она устроила пир, на котором иносказательно поведала о заблуждении мужа. Легенда заканчивается примирением супругов.
Караван-сарай Даяхатын был построен почти в центре огромного прямоугольного дворового пространства, образованного крепостной стеной. Археологическими раскопками установлено, что эта крепостная стена является остатками арабского рибата Тахирия, построенного в IX в. правителем Хорасана Тахиром Ибн-аль-Хусейном (776—822 гг.), который основал династию Тахиридов. Это подтверждают сведения средневековых авторов, в частности Аль-Истахри (X в.) и Якута (XIII в.). Судя по данным архитектурного анализа и анализа строительных материалов, тогда же был построен и караван-сарай Даяхатын, а предположительно во второй половине XI в. его сырцовые стены облицованы жжёным кирпичом.
Караван-сарай функционировал при Сельджуках (XI—XII вв.), в конце XII — начале XIII вв. при хорезмшахах Ануштегинидах, в XIII—XIV вв. (золотоордынское время), при Тимуридах и позже. Его неоднократно ремонтировали и перестраивали. В результате поздних реставрационных работ немного изменилась портальная часть главного входа. Тогда же переложили несколько арок и участки стен главного входа. По мнению учёных, эти работы были осуществлены во второй половине XV в., в период правления тимуридского султана Хусейна Байкары. Его визирь, Низам Ад-Дин Мир Алишир — классик восточной литературы и известный философ, финансировал работы по строительству мостов, дорог, каналов, а также по поддержанию в порядке старых торговых путей и придорожных сооружений.
Но всё же, самый яркий период в истории караван-сарая Даяхатын связан с правлением Сельджукидов. Именно тогда Даяхатын получил свою нарядную облицовку, которая сейчас определяет лицо этого архитектурного шедевра и является его главной отличительной чертой.